# Karl Schädler
Josef Karl Severin Schädler ( /ʃˈɛdlɚ/, pronunciación en alemán: /kˈaɾl ʃˈɛdlɜ/; Vaduz, 23 de octubre de 1804-Vaduz, 30 de enero de 1872) fue un médico y figura política de Liechtenstein que se desempeñó como presidente del Landtag de Liechtenstein de 1862 a 1870.
Miembro de la destacada familia Schädler del siglo XIX, fue una figura destacada en la revolución de Liechtenstein de 1848 y representó al país en la Asamblea Nacional de Frankfurt, que condujo a la liberalización del país y a la introducción de la Constitución de Liechtenstein de 1862 . A nivel nacional, trabajó como médico y fue pionero en la expansión y reforma médica en Liechtenstein.

## Primeros años de vida
Schädler nació el 23 de octubre de 1804 en Eschen como hijo del médico Gebhard Schädler y de Maria Katharina Hasler, como uno de nueve hijos. Su padre trasladó su consulta médica a Nendeln, por lo que Schädler y su familia se mudaron al pueblo. En 1809, su padre fue nombrado físico estatal del gobierno de Liechtenstein y la familia se mudó a Vaduz. Durante su infancia en Vaduz vivió en una vivienda que había sido designada como lugar oficial de residencia de su padre.
De 1818 a 1822 se mudó nuevamente y asistió a la escuela secundaria en Feldkirch, luego de 1824 a 1829 estudió medicina en la Universidad de Viena. Regresó brevemente a Vaduz para realizar una pasantía de un año en la práctica médica de su padre antes de recibir un doctorado en medicina en la Universidad de Erlangen-Nuremberg en Baviera.

## Carrera médica
De 1830 a 1837, Schädler dirigió una consulta médica en Bad Ems, en el ducado de Nassau, y de 1833 a 1838 fue médico militar en un batallón del Cantón de los Grisones. En cursos militares en Thun, Suiza, conoció a Luis Napoleón Bonaparte, quien más tarde se convertiría en Emperador de los franceses. En 1838 cerró su consulta en Bad Ems y regresó a Vaduz para dirigir la consulta médica de su padre en la ciudad después de que éste enfermara. Se jubiló en 1842 y murió poco después. Posteriormente, Schädler se hizo cargo formalmente del despacho. La consulta ofrecía medicina general y cirugía y estaba disponible para todos los ciudadanos del país, pero también ofrecía servicios a las ciudades vecinas de Austria y Suiza. Dirigió la consulta hasta 1869, cuando pasó a manos de sus hijos Albert y Rudolf.
En 1844 sucedió a su padre como médico estatal (Landesphysikus) para el gobierno de Liechtenstein. Durante este tiempo, fue pionero en aumentar la formación de parteras y en realizar exámenes médicos forenses del ejército de Liechtenstein. En 1848, Schädler realizó la primera cirugía con anestesia con cloroformo en Liechtenstein, un año después de su introducción por James Young Simpson. También era propietario de viñedos y terrenos agrícolas dentro del país.

## Carrera política

### Revolución de 1848 y asamblea de Frankfurt
Schädler estuvo influenciado políticamente por su estancia en Suiza y se adhirió a los ideales liberales. Al regresar a Liechtenstein en 1838, se convirtió en partidario de Peter Kaiser y apoyó las ideas liberales contra la monarquía absoluta de Aloys II, lo que condujo a la revolución de Liechtenstein de 1848 encabezada por Kaiser. El objetivo de la revolución era mejorar la situación económica y política de los ciudadanos comunes en Liechtenstein, impulsada principalmente por el empeoramiento de la economía del país en los años anteriores. También se inspiró parcialmente en revoluciones similares en Francia y en la Confederación Alemana. El 22 de marzo de 1848, el comité popular nombró un comité de tres personas para dirigir el movimiento revolucionario de Liechtenstein, que incluía a Kaiser, Schädler y Ludwig Grass. En esta posición, los tres hombres lograron evitar que la revolución escalara y recurriera a la violencia.

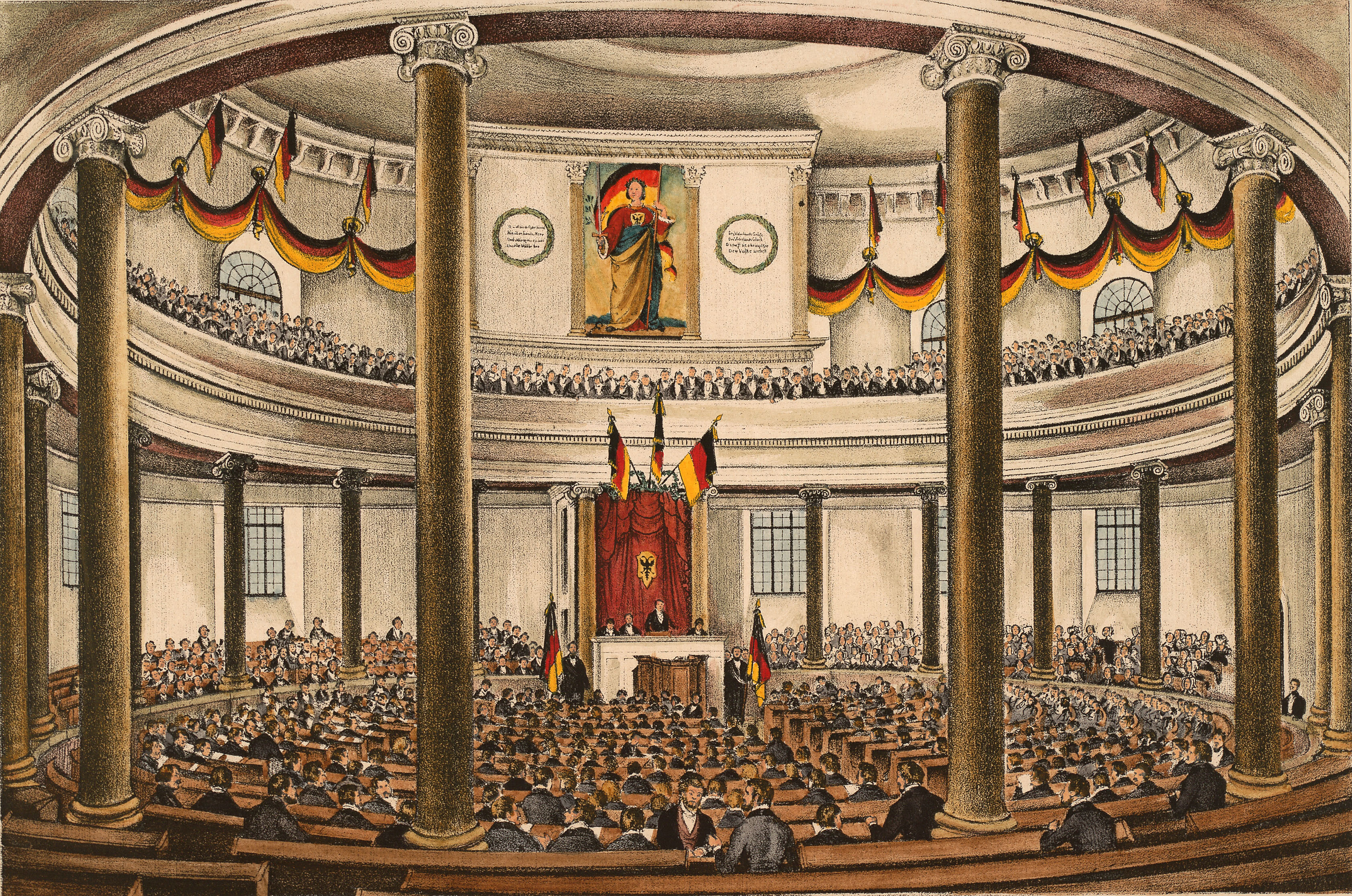
Reunión de la Asamblea Nacional de Frankfurt en la iglesia de San Pablo, de la que Schädler era miembro.

Después de la revolución, el 27 de julio de 1848 se eligió un consejo constitucional en respuesta a la demanda popular de los revolucionarios, del cual Schädler fue elegido presidente. La tarea principal del consejo fue la elaboración del borrador de una nueva constitución de Liechtenstein, cuyo trabajo fue realizado principalmente por él mismo y Michael Menzinger.
Peter Kaiser se retiró de la política en noviembre y Schädler fue elegido su sucesor como representante de Liechtenstein en la Asamblea Nacional en Frankfurt el mes siguiente. Sirvió en la asamblea hasta abril de 1849 y participó en la creación de una constitución imperial alemana. A partir de ese momento, Schädler fue considerado el líder de facto del movimiento revolucionario en Liechtenstein. En cuanto al pangermanismo, apoyó el movimiento bajo liderazgo austriaco, ya que creía que la formación de un estado alemán sin Austria habría aislado a Liechtenstein y habría puesto en riesgo la soberanía del país. En particular, Schädler era pesimista sobre el futuro de Liechtenstein, creyendo que con el surgimiento del pangermanismo el país estaba más preparado para ser anexado a Austria. En la Asamblea Nacional, fue miembro del Pariser Hof, una facción de centro izquierda. El 28 de marzo de 1849, la Asamblea eligió a Federico Guillermo IV de Prusia como Emperador de los alemanes. En respuesta, Schädler se abstuvo de la votación en señal de protesta. Hizo varias propuestas personales en la asamblea, aunque con poco éxito. En cuanto a la ley en las elecciones alemanas, hizo campaña para que Liechtenstein fuera su propio distrito electoral, en lugar de estar bajo uno austriaco. Además, también hizo campaña por la reducción de las obligaciones financieras y militares del país, lo que logró exigiendo que Liechtenstein contribuyera con la retirada de 60 soldados adicionales.
Después de que el consejo constitucional redactara una constitución provisional, Schädler fue elegido administrador de distrito el 7 de marzo de 1849, que actuó como jefe del consejo de distrito, la primera representación democrática en Liechtenstein. El consejo celebró su primera sesión del 23 de mayo al 14 de febrero de 1850. La elección estuvo dirigida por él y se desarrolló según un sistema electoral provisional que él mismo había diseñado. Un desafío importante al que se enfrentó Schädler fue la reducción legal de la autonomía de las comunidades locales a nivel nacional y creó nuevas regulaciones municipales. Sin embargo, Aloys II no los aprobó ni los implementó. En la asamblea de Frankfurt, Schädler había conversado con el representante austriaco sobre la propuesta de crear una unión aduanera entre Austria y Liechtenstein, que también era un tema de demanda popular de los revolucionarios dentro de Liechtenstein. En 1850, planteó formalmente la cuestión a Aloys II y le pidió que propusiera una unión a Francisco José I de Austria. Después de dos años de negociaciones, esto tuvo éxito y los dos países entraron formalmente en una unión aduanera en junio de 1852.

### Constitución y presidente del Landtag
Tras el fracaso de la revolución en Alemania, Aloys II suspendió el consejo constitucional y disolvió el cargo de administrador de distrito el 20 de julio de 1852. Sin embargo, Schädler siguió siendo el líder y figura destacada del movimiento democrático en Liechtenstein. A principios del reinado de Juan II volvieron a surgir llamados a favor de una nueva constitución y el consejo constitucional fue reformado nuevamente dirigido por Schädler, a quien nuevamente se le encomendó la tarea de redactar una nueva constitución, de la cual, al igual que en 1848, él hizo la mayor parte del trabajo. El borrador fue revisado por un experto jurídico alemán desconocido y formó la base de la Constitución de Liechtenstein de 1862, que fue ratificada el 26 de septiembre. Se inspiró en gran medida en la constitución de Vorarlberg y abordó en gran medida las demandas de los revolucionarios en Liechtenstein.
Según la nueva constitución, Schädler fue el primer presidente del Landtag de Liechtenstein de 1862 a 1870. También fue presidente del comité estatal y de la comisión de finanzas. Tras la inauguración del Landtag de Liechtenstein el 29 de diciembre de 1862, pronunció un discurso y declaró que su intención era permitir el desarrollo económico y cultural del país, así como sensibilizar a los ciudadanos comunes sobre sus libertades y derechos políticos. Durante su estancia en el Landtag, junto con el gobernador de Liechtenstein Karl Freiherr Haus von Hausen, escribieron varias leyes administrativas que incluyen, entre otras, leyes relativas a la legislación escolar, reformas fiscales, reformas agrícolas y regulaciones sindicales. También cofundó el primer periódico de Liechtenstein: el Liechtensteinischen Landeszeitung, que editó de 1863 a 1868.
Schädler entró en conflicto político con Juan II durante su mandato como presidente del Landtag, principalmente en materia de política exterior. Por ejemplo, durante la Guerra de los Ducados en 1864, Juan II apoyó la causa tanto de Austria como de Prusia, mientras que el Landtag había votado en protesta contra el uso de la fuerza militar contra Dinamarca. Sin embargo, no se tomó ninguna medida. En particular, en la guerra austro-prusiana de 1866, Juan II puso el ejército de Liechtenstein a disposición de Austria. Sin embargo, el Landtag no había sido consultado sobre el despliegue y la guerra era impopular entre la población, por lo que enfrentó la resistencia del Landtag. Como resultado, prometió un préstamo al país y se negó a que sus hombres lucharan contra otros alemanes. Fue esto, en combinación con los crecientes costos de mantenerlo, lo que llevó a la disolución del ejército de Liechtenstein en 1868 y al país a declarar su neutralidad permanente. En 1870, a Schädler le diagnosticaron un cáncer colorrectal que se consideró intratable. Como resultado, dimitió del Landtag el 27 de mayo de 1871.

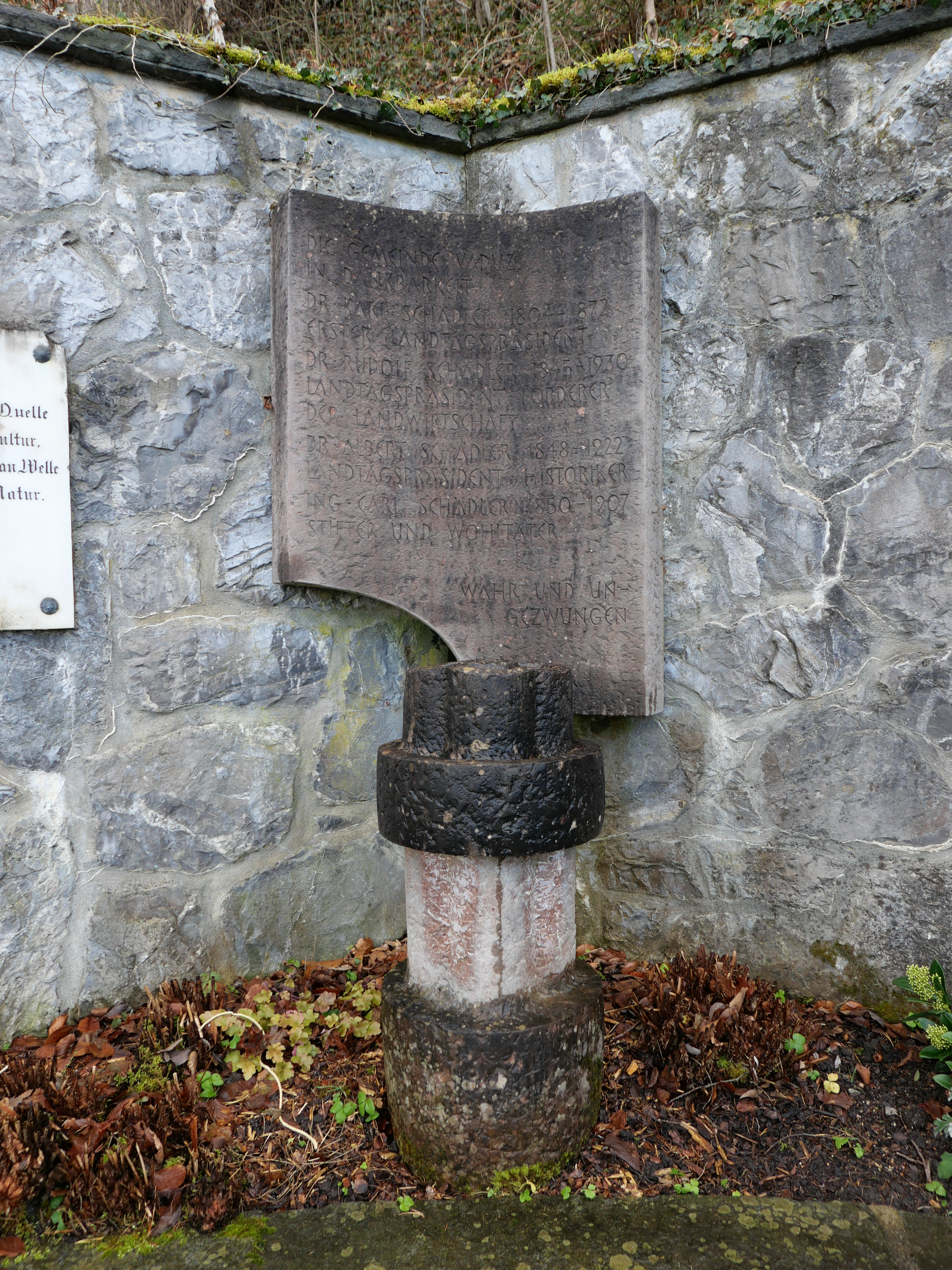
La placa conmemorativa en Vaduz. Lleva la inscripción «verdadero y no forzado».

## Vida personal y familiar
Schädler se casó con Katharina Walser en 1844 y tuvieron nueve hijos juntos. Sus hijos Albert Schädler y Rudolf Schädler se hicieron cargo de su consulta médica en 1869. Además, ellos y su otro hijo, Karl Schädler, sirvieron en el Landtag de Liechtenstein, siendo Albert el presidente del Landtag de Liechtenstein de 1882 a 1885 y nuevamente de 1890 a 1918.
Murió el 30 de enero de 1872 de cáncer colorrectal, a los 67 años. En su honor se colocó una placa conmemorativa en el cementerio de Vaduz.

## Lectura adicional
- Geiger, Peter (1970). Geschichte des Fürstentums Liechtenstein 1848 bis 1866 (en alemán). Universidad de Zúrich, Jahrbuch des Historischen Vereins für das Fürstentum Liechtenstein.
- Besl, Friedrich; Brunhart, Arthur (1999). Gerichtsärztliches Kontrollbuch vom Landesphysikat. Geführt von Dr. Karl Schädler in den Jahren 1840–1872 (en alemán) 2. Zúrich. pp. 307-330.
- Schädler, Albert (1901). Die Thätigkeit des liechtensteinischen Landtages im 19. Jahrhundert (en alemán) 1. Vaduz: Jahrbuch des Historischen Vereins für das Fürstentum Liechtenstein.

- Datos: Q1732970
- Multimedia: Karl Schädler / Q1732970